# Lateinamerika Analysen
Lateinamerika Analysen war eine von 2002 bis 2008 viermonatlich erscheinende wissenschaftliche Fachzeitschrift zu politischen, wirtschaftlichen und sozialen Themen der Region Lateinamerika. Sie wurde 2009 durch das Journal of Politics in Latin America (JPLA) abgelöst.

## Herausgeber
Herausgeber der Lateinamerika Analysen war das GIGA Institut für Lateinamerika-Studien in Hamburg. Die Redaktion wurde von Wolfgang Hein geleitet. Die Zeitschrift war Teil der GIGA Journal Family, die von der Deutschen Forschungsgemeinschaft (DFG) als Open-Access-Pilotprojekt gefördert wird. In dem auf zwei Jahre angelegten Projektzeitraum sollen mehrere etablierte sozialwissenschaftliche Fachzeitschriften, darunter auch die Lateinamerika Analysen, in Open Access Journals überführt und zusätzlich zur Printversion weltweit online angeboten werden.

## Konzept
Lateinamerika Analysen war aus der Zeitschrift Lateinamerika Analysen – Daten – Dokumentation hervorgegangen, die von 1984 bis 2000 vom damaligen Institut für Iberoamerika-Kunde in Hamburg herausgegeben wurde.
Die wissenschaftlichen Aufsätze wurden vor ihrer Veröffentlichung einem doppelt anonymisierten Begutachtungsverfahren (Peer-Review) unterzogen um die Qualität der Beiträge zu sichern.
Die Zeitschrift wandte sich an Fachleute, die sich in Wissenschaft und Politik, in Wirtschaft, Verwaltung und Medien mit Lateinamerika befassen. Die Zeitschrift gehört zum Bestand vieler öffentlicher und Universitäts-Bibliotheken etc. im Inland und Ausland und wird zum Beispiel an der Universität Bonn als eine der wichtigsten deutschsprachigen Periodika zu aktuellen Entwicklungen in Lateinamerika eingestuft.